# Robert Ellis (acteur, 1933)
Pour les articles homonymes, voir Robert Ellis.
Robert Ellis est un acteur américain né le 24 août 1933 à Chicago en Illinois et décédé le 23 novembre 1973 à Los Angeles en Californie.

## Filmographie

### Cinéma
- 1948 : April Showers : Buster Tyme
- 1948 : L'Homme le plus aimé : Babe Ruth
- 1948 : Deux Nigauds toréadors : le jeune mexicain
- 1949 : The Green Promise : Buzz Wexford
- 1949 : El Paso, ville sans loi : Jack Elkins
- 1949 : La Vie facile : Urchin
- 1949 : L'amour a toujours raison : Raymond Pringle
- 1950 : L'Étranger dans la cité : le garçon qui fait du skate
- 1951 : Aventure à Tokyo (Call Me Mister) : Ack-Ack Ackerman
- 1952 : Retreat, Hell! : Shorty Devine
- 1953 : Niagara : le jeune garçon
- 1953 : Peter Pan : un enfant perdu
- 1954 : Prisonnier de guerre : Alan H. Rolfe
- 1955 : Ce n'est qu'un au revoir : Cadet Short
- 1955 : Le Tigre du ciel : Bob Brown
- 1956 : Les Piliers du ciel : Albie
- 1956 : Thé et Sympathie : le deuxième garçon
- 1958 : Space Master X-7 : Joe Rattigan
- 1959 : Gidget : Hot Shot
- 1959 : Tiens bon la barre, matelot : un marin
- 1960 : L'Île des Sans-soucis : Caporal

### Télévision
- 1950-1954 : Meet Corliss Archer : Dexter Franklin (39 épisodes)
- 1952 : I Love Lucy : Tommy (1 épisode)
- 1954 : Schlitz Playhouse of Stars (1 épisode)
- 1954 : Public Defender : Johnny Carson et Johnny Wagner (2 épisodes)
- 1955 : The Lone Ranger : Jack Hall (1 épisode)
- 1956 : The Adventures of Jim Bowie : Pat Jordan (1 épisode)
- 1956 : The Bob Cummings Show : Joe Depew (5 épisodes)
- 1956-1958 : The George Burns and Gracie Allen Show (en) : Ralph Grainger et Charlie (17 épisodes)
- 1957 : Alfred Hitchcock présente : un journaliste et Tommy Kopeck (2 épisodes)
- 1957 : Code 3 : Dewey Cushman et Fred Bacon (2 épisodes)
- 1957 : General Electric Theater (1 épisode)
- 1958 : 77 Sunset Strip : Harry Warren (1 épisode)
- 1958-1959 : The Ed Wynn Show (3 épisodes)
- 1959 : Les Aventuriers du Far West : Ben (1 épisode)
- 1959 : The Donna Reed Show : le jeune homme (1 épisode)